# Liste de films tournés dans le département des Alpes-Maritimes
La liste de films tournés dans le département des Alpes-Maritimes qui suit présente les œuvres cinématographiques et télévisuelles (films, téléfilms, feuilletons télévisés, documentaires)  tournées dans les Alpes-Maritimes, classées par commune et date de diffusion, en précisant le lieu de tournage (extérieurs et/ou studios pour Nice et Saint-Laurent-du-Var). 

## A
- Haut – A
- B
- C
- D
- E
- F
- G
- H
- I
- J
- K
- L
- M
- N
- O
- P
- Q
- R
- S
- T
- U
- V
- W
- X
- Y
- Z

- Antibes
  - 1938 : Les Misérables de Raymond Bernard[1]
  - 1938 : La Marseillaise de Jean Renoir
  - 1943 : Arlette et l'Amour de Robert Vernay
  - 1951 : Sérénade au bourreau de   Jean Stelli (vue générale,Hôtel du Cap-Eden-Roc)
  - 1955 : Napoléon de Sacha Guitry[2]
  - 1956 : L'Homme et l'Enfant de Raoul André
  - 1969 : Le Cerveau de Gérard Oury[3]
  - 1969 : La Sirène du Mississipi de François Truffaut
  - 1970 : De la part des copains de Terence Young
  - 1974 : Les Seins de glace de Georges Lautner
  - 1976 : Les Grands Moyens (film) de Hubert Cornfield
  - 1978 : Attention, les enfants regardent de Serge Leroy
  - 1983 : Jamais plus jamais d'Irvin Kershner[2]
  - 1988 : Le Grand Bleu de Luc Besson[4]
  - 1988 : Le Plus Escroc des deux de Frank Oz
  - 1990 : Le Bal du gouverneur de Marie-France Pisier
  - 1998 : Une chance sur deux de Patrice Leconte
  - 2004 : La Vie aquatique de Wes Anderson
  - 2012 : De rouille et d'os de Jacques Audiard
  - 2013 : De toutes nos forces de Nils Tavernier[5]
  - 2014 : Tout est permis de Coline Serreau[6]

## B
- Haut – A
- B
- C
- D
- E
- F
- G
- H
- I
- J
- K
- L
- M
- N
- O
- P
- Q
- R
- S
- T
- U
- V
- W
- X
- Y
- Z

- Beaulieu-sur-Mer
  - 1950 : Banco de prince de Michel Dulud
  - 1951 : Sérénade au bourreau de   Jean Stelli (Baie des fourmis)
  - 1970 : De la part des copains de Terence Young
  - 1999 : La Fille sur le pont de Patrice Leconte
  - 2005 : Brice de Nice de James Huth
  - 2008 : Ca$h d'Éric Besnard[7].
  - 2015 : Mon roi de Maïwenn[8]

- Beausoleil
  - 2011 : Bienvenue à Monte Carlo de Thomas Bezucha[9]

- Belvédère
  - 1964 : Le Gendarme de Saint-Tropez de Jean Girault
  - 1965 : Belle et Sébastien (feuilleton télévisé) de Cécile Aubry[10]
  - 1974 : La Cloche tibétaine (feuilleton télévisé) de Serge Friedman et Michel Wyn
  - 1999 : Himalaya : L'Enfance d'un chef d'Éric Valli

- Biot
  - 1998 : Les Kidnappeurs de Graham Guit

- Blausasc
  - 1977 : L'Homme pressé d'Édouard Molinaro

- Bouyon
  - 1971 : Le Saut de l'ange d'Yves Boisset

- Breil-sur-Roya
  - 1999 : La Fille sur le pont de Patrice Leconte

## C
- Haut – A
- B
- C
- D
- E
- F
- G
- H
- I
- J
- K
- L
- M
- N
- O
- P
- Q
- R
- S
- T
- U
- V
- W
- X
- Y
- Z

- Cagnes-sur-Mer
  - 1959 : Le Déjeuner sur l'herbe de Jean Renoir
  - 1977 :  Armaguedon de Alain Jessua[11]
  - 1998 : Une chance sur deux de Patrice Leconte

- Cannes
  - 1929 : Le Masque de fer d'Allan Dwan[12]
  - 1933 : Le Parfait Accord (Perfect Understanding) de Cyril Gardner
  - 1937 : Gueule d'amour de Jean Grémillon
  - 1939 : L'Homme au masque de fer de James Whale[12]
  - 1947 : Cargaison clandestine d'Alfred Rode
  - 1950 : Banco de prince de Michel Dulud
  - 1952 : Cet âge est sans pitié de Marcel Blistène
  - 1955 : La Main au collet d'Alfred Hitchcock
  - 1956 : Mannequins de Paris d'André Hunebelle
  - 1962 : Le Naufragé du Pacifique de Jeff Musso et Amasi Damiani (îles de Lérins)
  - 1963 : Mélodie en sous-sol d'Henri Verneuil[13]
  - 1963 : Peau de banane de Marcel Ophüls
  - 1963 : La Baie des Anges de Jacques Demy
  - 1965 : L'Arme à gauche de Claude Sautet[14]
  - 1968 : Le Démoniaque de René Gainville (Boulevard de la Croisette, Palais des festivals et des congrès de Cannes, InterContinental Carlton Cannes)
  - 1969 : Le Cerveau de Gérard Oury (Aéroport de Cannes-Mandelieu)
  - 1971 : Amicalement Vôtre... saison 1, épisode 10 « Un ami d'enfance » de Val Guest (hôtel Palm Beach, hôtel du Gray d'Albion, plage du Carlton, vieux palais du Festival de Cannes, rue des Serbes, La Croisette...)
  - 1973 : La Bonne Année de Claude Lelouch
  - 1974 : Marseille contrat de Robert Parrish
  - 1980 : Le Coup du parapluie de Gérard Oury[15]
  - 1986 : Pirates de Roman Polanski.
  - 1988 : Le Grand Bleu de Luc Besson[15],[14]
  - 1990 : Le Bal du gouverneur de Marie-France Pisier
  - 1994 : La Cité de la peur d'Alain Berberian
  - 1994 : Grosse Fatigue de Michel Blanc
  - 1995 : French Kiss de Lawrence Kasdan
  - 1995 : Les Cent et Une Nuits de Simon Cinéma d'Agnès Varda[15]
  - 1995 : GoldenEye de Martin Campbell
  - 2002 : L'Adversaire de Nicole Garcia
  - 2002 : Femme fatale de Brian De Palma[16]
  - 2002 : Le Transporteur de Louis Leterrier et Corey Yuen[15]
  - 2003 : Lovely Rita, sainte patronne des cas désespérés de Stéphane Clavier[15],[17]
  - 2003 : Ni pour ni contre (bien au contraire) de Cédric Klapisch[14]
  - 2003 : Quatre étoiles de Christian Vincent
  - 2006 : Mariées mais pas trop de Catherine Corsini
  - 2007 : Roman de gare de Claude Lelouch
  - 2007 : Les Vacances de Mr Bean de Steve Bendelack[18]
  - 2010 : L'Arnacœur de Pascal Chaumeil[19],[20]
  - 2012 : De rouille et d'os de Jacques Audiard
  - 2015 : Les Gorilles de Tristan Aurouet

- Cap-d'Ail
  - 1998 : Une chance sur deux de Patrice Leconte
  - 2010 : L'Arnacœur de Pascal Chaumeil

- Cap d'Antibes
  - 1951 : Nous irons à Monte-Carlo de Jean Boyer
  - 1978 : Attention, les enfants regardent de Serge Leroy
  - 2010 : Le Siffleur de Philippe Lefebvre

- Carros
  - 1992 : Le Cahier volé de Christine Lipinska

- Caussols
  - 1958 : Sérénade au Texas de Richard Pottier

- Coaraze
  - 1964 : Fait à Coaraze de Gérard Belkin

## D
- Haut – A
- B
- C
- D
- E
- F
- G
- H
- I
- J
- K
- L
- M
- N
- O
- P
- Q
- R
- S
- T
- U
- V
- W
- X
- Y
- Z

## E
- Haut – A
- B
- C
- D
- E
- F
- G
- H
- I
- J
- K
- L
- M
- N
- O
- P
- Q
- R
- S
- T
- U
- V
- W
- X
- Y
- Z

- Èze
  - 1946 : La Belle et la Bête de Jean Cocteau
  - 1963 : Peau de banane de Marcel Ophüls[21] (avenue de Friedland)
  - 2003 : Je reste ! de Diane Kurys[22]
  - 2010 : Le Siffleur de Philippe Lefebvre[23]
  - 2013 : De toutes nos forces de Nils Tavernier[5]

## F
- Haut – A
- B
- C
- D
- E
- F
- G
- H
- I
- J
- K
- L
- M
- N
- O
- P
- Q
- R
- S
- T
- U
- V
- W
- X
- Y
- Z

## G
- Haut – A
- B
- C
- D
- E
- F
- G
- H
- I
- J
- K
- L
- M
- N
- O
- P
- Q
- R
- S
- T
- U
- V
- W
- X
- Y
- Z

- Gattières
  - 1992 : Le Cahier volé de Christine Lipinska

- Grasse
  - 1952 : Fanfan la Tulipe de Christian-Jaque
  - 1955 : Napoléon  de Sacha Guitry
  - 1996 : Dans un grand vent de fleurs, mini-série de Gérard Vergez[24]

- Gréolières
  - 1964 : La Tulipe noire de  Christian-Jaque
  - 2013 : De toutes nos forces de Nils Tavernier[5]

- Guillaumes
  - 1998 : Une chance sur deux de Patrice Leconte[25]

## H
- Haut – A
- B
- C
- D
- E
- F
- G
- H
- I
- J
- K
- L
- M
- N
- O
- P
- Q
- R
- S
- T
- U
- V
- W
- X
- Y
- Z

## I
- Haut – A
- B
- C
- D
- E
- F
- G
- H
- I
- J
- K
- L
- M
- N
- O
- P
- Q
- R
- S
- T
- U
- V
- W
- X
- Y
- Z

## J
- Haut – A
- B
- C
- D
- E
- F
- G
- H
- I
- J
- K
- L
- M
- N
- O
- P
- Q
- R
- S
- T
- U
- V
- W
- X
- Y
- Z

- Juan-les-Pins
  - 1963 : La Baie des Anges de Jacques Demy
  - 1971 : Amicalement Vôtre...
  - 1974 : Les Seins de glace de Georges Lautner
  - 1977 : Le Pays bleu de Jean-Charles Tacchella
  - 1999 : La Fille sur le pont de Patrice Leconte

## K
- Haut – A
- B
- C
- D
- E
- F
- G
- H
- I
- J
- K
- L
- M
- N
- O
- P
- Q
- R
- S
- T
- U
- V
- W
- X
- Y
- Z

## L
- Haut – A
- B
- C
- D
- E
- F
- G
- H
- I
- J
- K
- L
- M
- N
- O
- P
- Q
- R
- S
- T
- U
- V
- W
- X
- Y
- Z

- L'Escarène
  - 1950 : Juliette ou la Clé des songes de Marcel Carné

- La Colle-sur-Loup
  - 1967 : Voyage à deux de Stanley Donen

- La Turbie
  - 1975 : Une Anglaise romantique de Joseph Losey
  - 1998 : Ronin de John Frankenheimer
  - 2006 : Hors de prix de Pierre Salvadori[26]

- Le Bar-sur-Loup
  - 2007 : L'Enfant au cœur de l'école (téléfilm) de Daniel Losset

- Le Broc
  - 1992 : Le Cahier volé de Christine Lipinska

- Le Rouret
  - 1996 : Dans un grand vent de fleurs (téléfilm) de Gérard Vergez

## M
- Haut – A
- B
- C
- D
- E
- F
- G
- H
- I
- J
- K
- L
- M
- N
- O
- P
- Q
- R
- S
- T
- U
- V
- W
- X
- Y
- Z

- Mandelieu-La Napoule

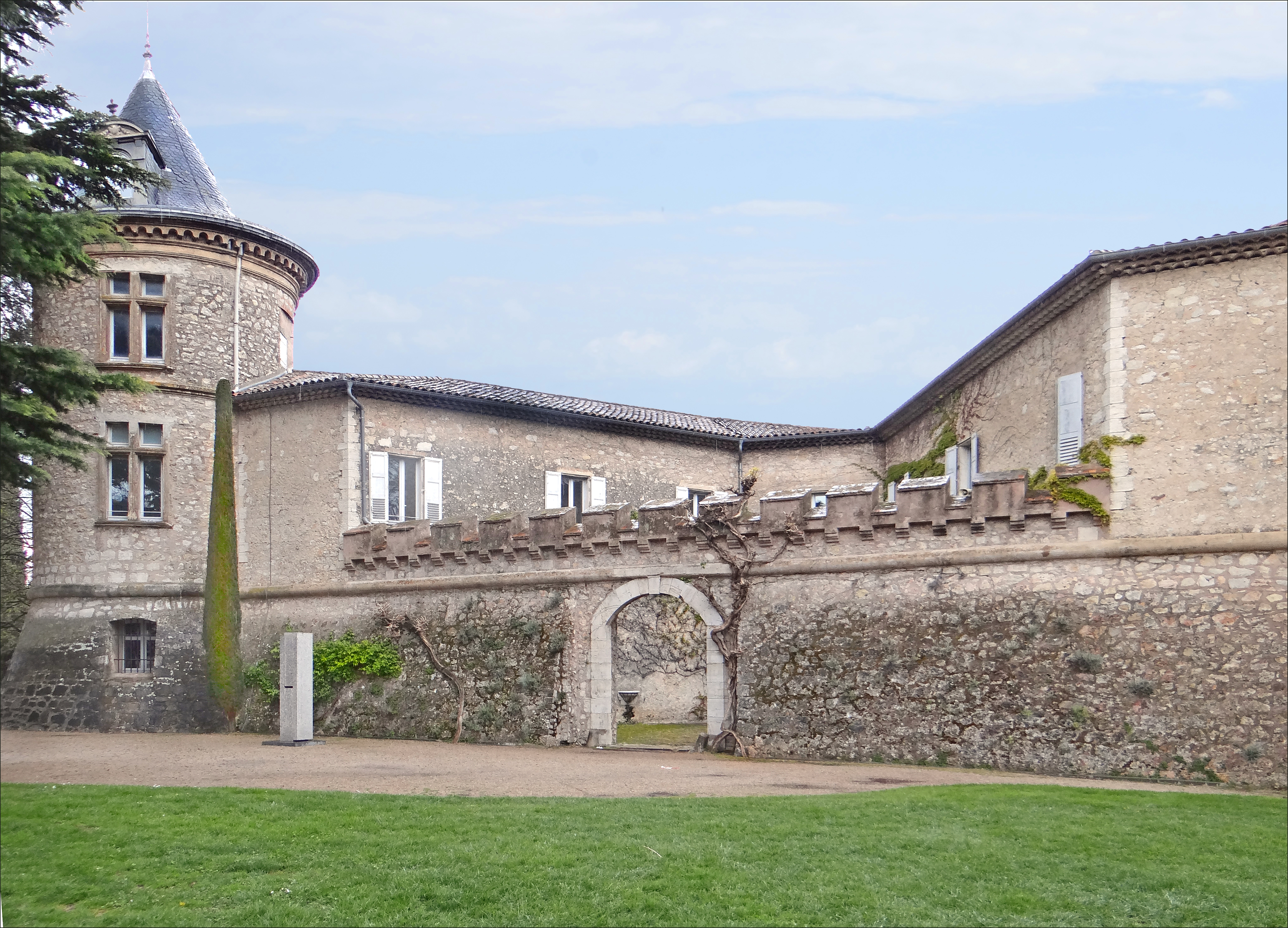
Château de Mouans

  - 2005 : Brice de Nice de James Huth

- Menton
  - 1965 : Le Corniaud de Gérard Oury
  - 1975 : Une Anglaise romantique de Joseph Losey
  - 1983 : Jamais plus jamais d'Irvin Kershner
  - 1985 : Les Spécialistes de Patrice Leconte
  - 2001 : La Chambre du fils de Nanni Moretti
  - 2014 : Gomorra (série télévisée) de Roberto Saviano

- Mougins
  - 1965 : Choc (film) de Mervyn LeRoy

- Mouans-Sartoux
  - 1971 : Amicalement Vôtre... saison 1, épisode 1 « Premier contact » de Basil Dearden (Château de Mouans)

## N
- Haut – A
- B
- C
- D
- E
- F
- G
- H
- I
- J
- K
- L
- M
- N
- O
- P
- Q
- R
- S
- T
- U
- V
- W
- X
- Y
- Z

- Nice — Studios de la Victorine :
  - 1934 : Adémaï au Moyen Âge de Jean de Marguenat[27]
  - 1938 : Gargousse d'Henry Wulschleger[27]
  - 1942 : Les Visiteurs du soir de Marcel Carné[27]
  - 1945 : Les Enfants du paradis de Marcel Carné[27]
  - 1945 : La Route du bagne de Léon Mathot[27]
  - 1947 : Cargaison clandestine d'Alfred Rode
  - 1948 : Le Dolmen tragique de Léon Mathot
  - 1949 : L'École buissonnière de Jean-Paul Le Chanois[27]
  - 1949 : Manon d'Henri-Georges Clouzot
  - 1950 : Banco de prince de Michel Dulud[27]
  - 1951 : Nous irons à Monte-Carlo de Jean Boyer[27]
  - 1951 : Adhémar ou le Jouet de la fatalité de Fernandel
  - 1952 : Fanfan la Tulipe de Christian-Jaque[27]
  - 1952 : Jeux interdits de René Clément[27]
  - 1952 : Cet âge est sans pitié de Marcel Blistène[27]
  - 1955 : La Main au collet d'Alfred Hitchcock[27]
  - 1955 : Napoléon  de Sacha Guitry
  - 1957 : Une manche et la belle d'Henri Verneuil
  - 1957 : Le Triporteur de Jack Pinoteau[27]
  - 1958 : Mon oncle de Jacques Tati[27]
  - 1958 : Sérénade au Texas de Richard Pottier[27]
  - 1959 : J'irai cracher sur vos tombes de Michel Gast
  - 1960 : Crésus de Jean Giono[27]
  - 1961 : La Fayette de Jean Dréville
  - 1962 : Le Bateau d'Émile[27] de Denys de La Patellière
  - 1962 : Le Masque de fer d'Henri Decoin[27]
  - 1963 : Mélodie en sous-sol d'Henri Verneuil[27]
  - 1962 : Le Naufragé du Pacifique de Jeff Musso et Amasi Damiani
  - 1963 : La Baie des Anges de Jacques Demy
  - 1963 : Peau de banane de Marcel Ophüls[27]
  - 1964 : Coplan prend des risques de Maurice Labro (Port, Promenade des Anglais, Place Alziary-Malaussena)
  - 1964 : Le Gendarme de Saint-Tropez de Jean Girault[27]
  - 1964 : La Tulipe noire de  Christian-Jaque
  - 1965 : Le Corniaud de Gérard Oury[27]
  - 1965 : Le Gendarme à New York de Jean Girault[27]
  - 1965 : Choc de Mervyn LeRoy[27]
  - 1965 : L'Arme à gauche de Claude Sautet
  - 1966 : Ne nous fâchons pas de Georges Lautner (Hôtel Negresco, promenade des Anglais)[27]
  - 1966 : Atout cœur à Tokyo pour OSS 117 de Michel Boisrond[27]
  - 1966 : Tendre Voyou de Jean Becker
  - 1967 : Voyage à deux de Stanley Donen[27]
  - 1968 : Les Cracks d'Alex Joffé
  - 1968 : Le Lion en hiver d'Anthony Harvey[27]
  - 1969 : L'Arbre de Noël de Terence Young[27]
  - 1969 : Le Cerveau de Gérard Oury[3]
  - 1969 : La Sirène du Mississipi de François Truffaut[27]
  - 1969 : L'Armée des ombres de Jean-Pierre Melville
  - 1971 : Les Deux Anglaises et le Continent de François Truffaut
  - 1971 : Sans mobile apparent de Philippe Labro
  - 1972 : Elle cause plus... elle flingue de Michel Audiard
  - 1973 : La Bonne Année de Claude Lelouch[27]
  - 1974 : La Grande Nouba de Christian Caza
  - 1974 : Les Seins de glace de Georges Lautner (Hôtel Negresco, promenade des Anglais)[27].
  - 1974 : La moutarde me monte au nez de Claude Zidi[27]
  - 1974 : Marseille contrat de Robert Parrish[27]
  - 1975 : Le Gitan de José Giovanni
  - 1975 : Un sac de billes de Jacques Doillon[27]
  - 1975 : Une Anglaise romantique de Joseph Losey[27]
  - 1975 : Folle à tuer d'Yves Boisset[27]
  - 1976 : Les Grands Moyens (film) d'Hubert Cornfield
  - 1976 : D'amour et d'eau fraiche de Jean-Pierre Blanc[27]
  - 1976 : Le Grand Escogriffe de Claude Pinoteau[28]
  - 1976 : Le Juge et l'Assassin de Bertrand Tavernier[27]
  - 1977 : Bilitis de David Hamilton
  - 1977 :  Armaguedon de Alain Jessua[11],[27]
  - 1978 : Attention, les enfants regardent de Serge Leroy[27]
  - 1978 : Les Ringards de Robert Pouret
  - 1983 : Jamais plus jamais d'Irvin Kershner[27]
  - 1984 : Joyeuses Pâques de Georges Lautner[27]
  - 1985 : Les Spécialistes de Patrice Leconte
  - 1985 : Le Diamant du Nil de Lewis Teague[27]
  - 1988 : Le Plus Escroc des deux de Frank Oz[27]
  - 1997 : Le Bossu de Philippe de Broca
  - 1998 : Ronin de John Frankenheimer
  - 1998 : Une chance sur deux de Patrice Leconte (avenue Gairaut, Port de Nice, Quai Rauba-Capeu)[27]
  - 1999 : Jeanne d'Arc de Luc Besson[29]
  - 2003 : Lovely Rita, sainte patronne des cas désespérés de Stéphane Clavier[27]
  - 2005 : Le Petit Lieutenant de Xavier Beauvois
  - 2005 : Brice de Nice de James Huth[30],[27]
  - 2007 : Dialogue avec mon jardinier de Jean Becker
  - 2022 : Mascarade de Nicolas Bedos
  - 2023 : Un coup de dés de Yvan Attal

- Nice — Extérieurs : 
  - 1951 : Sérénade au bourreau de   Jean Stelli (Promenade des Anglais lors de la bataille de fleurs)
  - 1955 : Napoléon de Sacha Guitry (Dans les ruelles du Vieux-Nice)
  - 1956 : L'Homme et l'Enfant de Raoul André (Port de Nice)[27]
  - 1958 : La Vie à deux de Clément Duhour (Hôtel Negresco, promenade des Anglais)
  - 1963 : Peau de banane de Marcel Ophüls[21]
  - 1970 : De la part des copains de Terence Young (Aéroport de Nice-Côte d'Azur)[27]
  - 1970 : L'homme orchestre de Serge Korbert (Promenade des Anglais)
  - 1977 : L'Homme pressé d'Édouard Molinaro (Aéroport de Nice-Côte d'Azur)
  - 1978 : Je suis timide mais je me soigne de Pierre Richard (Hôtel Negresco, promenade des Anglais)[27]
  - 1998 : Les Kidnappeurs de Graham Guit (Promenade des Anglais)
  - 2002 : Le Transporteur de Louis Leterrier et Corey Yuen (Dans les ruelles du Vieux-Nice, Promenade des Anglais)[27]
  - 2006 : Hors de prix de Pierre Salvadori[26]
  - 2010 : L'Arnacœur de Pascal Chaumeil (Aéroport de Nice-Côte d'Azur)
  - 2013 : De toutes nos forces de Nils Tavernier[5]
  - 2018 : Cinquante nuances plus claires de James Foley (Sur la plage de Nice)
  - 2018 : Nicky Larson et le Parfum de Cupidon de Philippe Lacheau (Aéroport de Nice-Côte d'Azur, Port Lympia)
  - 2023 : Un coup de dés de Yvan Attal (place du Palais-de-Justice, Vieux-Nice, rue Raymond-Comboul, rue Auguste-Gal)

## O
- Haut – A
- B
- C
- D
- E
- F
- G
- H
- I
- J
- K
- L
- M
- N
- O
- P
- Q
- R
- S
- T
- U
- V
- W
- X
- Y
- Z

- Opio
  - 1957 : Le Triporteur de Jack Pinoteau

## P
- Haut – A
- B
- C
- D
- E
- F
- G
- H
- I
- J
- K
- L
- M
- N
- O
- P
- Q
- R
- S
- T
- U
- V
- W
- X
- Y
- Z

- Peille
  - 1975 : Une Anglaise romantique de Joseph Losey

- Peillon
  - 1951 : Juliette ou la Clé des songes de Marcel Carné

- Péone
  - 1933 : Jocelyn de Pierre Guerlais

- Puget-Théniers
  - 1938 : Gargousse d'Henry Wulschleger
  - 1953 : Mon mari est merveilleux d'André Hunebelle
  - 1975 : Folle à tuer d'Yves Boisset
  - 1984 : Joyeuses Pâques de Georges Lautner

## Q
- Haut – A
- B
- C
- D
- E
- F
- G
- H
- I
- J
- K
- L
- M
- N
- O
- P
- Q
- R
- S
- T
- U
- V
- W
- X
- Y
- Z

## R
- Haut – A
- B
- C
- D
- E
- F
- G
- H
- I
- J
- K
- L
- M
- N
- O
- P
- Q
- R
- S
- T
- U
- V
- W
- X
- Y
- Z

- Roquebrune-Cap-Martin
  - 1966 : Ne nous fâchons pas de Georges Lautner
  - 1966 : Le Grand Restaurant de Jacques Besnard
  - 1975 : Une Anglaise romantique de Joseph Losey
  - 1983 : Mortelle Randonnée de Claude Miller
  - 1983 : SAS à San Salvador de Raoul Coutard
  - 1998 : Une chance sur deux de Patrice Leconte
  - 2001 : La Chambre du fils de Nanni Moretti

- Roquefort-les-Pins
  - 1965 : Belle et Sébastien (feuilleton télévisé) de Cécile Aubry[31]

## S
- Haut – A
- B
- C
- D
- E
- F
- G
- H
- I
- J
- K
- L
- M
- N
- O
- P
- Q
- R
- S
- T
- U
- V
- W
- X
- Y
- Z

- Saint-Auban
  - 2011 : Et ils gravirent la montagne (court-métrage) de Jean-Sébastien Chauvin

- Saint-Jean-Cap-Ferrat
  - 1950 : Banco de prince de Michel Dulud
  - 1983 : Mortelle Randonnée de Claude Miller
  - 1951 : Sérénade au bourreau de   Jean Stelli (La presqu'île vue de loin)
  - 1991 :  Triplex de Georges Lautner (Le port)

- Saint-Jeannet
  - 1949 : L'École buissonnière de Jean-Paul Le Chanois
  - 1955 : La Main au collet d'Alfred Hitchcock

- Saint-Laurent-du-Var — Studios de Saint-Laurent-du-Var : 
  - 1920 : La Puissance du hasard de Rose Pansini[32]
  - 1920 : Un drame d'amour de Rose Pansini[32]
  - 1921 : Chantelouve de Rose Pansini et Georges Monca[32]
  - 1921 : Le Sang des Finoël de Rose Pansini et Georges Monca[32]
  - 1922 : Judith de Rose Pansini et Georges Monca[32]
  - 1922 : Le Refuge de Rose Pansini et Georges Monca[32]
  - 1922 : Esclave de Rose Pansini et Georges Monca[32]
  - 1923 : Le Reflet de Claude Mercœur de Julien Duvivier[33]
  - 1926 : Le Vertige de Marcel L'Herbier[33]
  - 1930 : Rapacité d'André Berthomieu[33]
  - 1936 : Le Roman d'un tricheur de  Sacha Guitry[34]
  - 1937 : Naples au baiser de feu d'Augusto Genina[33].
  - 1937 : Le Chanteur de minuit de Léo Joannon[35]
  - 1937 : Prison sans barreaux de Léonide Moguy[36]
  - 1942 : L'Ange gardien de Jacques de Casembroot[33]
  - 1942 : L'Inévitable Monsieur Dubois de Pierre Billon[33]
  - 1943 : Les Mystères de Paris de Jacques de Baroncelli[33]
  - 1944 : Le mort ne reçoit plus de Jean Tarride[33]
  - 1944 : Béatrice devant le désir de Jean de Marguenat[33]
  - 1945 : La Boîte aux rêves de Jean Choux et Yves Allégret[33]

- Saint-Martin-Vésubie
  - 1957 : Le Cas du docteur Laurent de Jean-Paul Le Chanois
  - 1958 : La Vie à deux de Clément Duhour

- Saint-Paul-de-Vence
  - 1962 : Jules et Jim de François Truffaut
  - 1965 : Choc de Mervyn LeRoy
  - 1966 : Atout cœur à Tokyo pour OSS 117 de Michel Boisrond

- Sainte-Agnès
  - 1975 : Une Anglaise romantique de Joseph Losey

- Séranon
  - 1964 : La Tulipe noire de  Christian-Jaque

- Sospel
  - 1952 : Fanfan la Tulipe de Christian-Jaque[37]
  - 1962 : Le Masque de fer d'Henri Decoin[37]
  - 1975 : Un sac de billes de Jacques Doillon
  - 2003 : Je reste ! de Diane Kurys[38]

## T
- Haut – A
- B
- C
- D
- E
- F
- G
- H
- I
- J
- K
- L
- M
- N
- O
- P
- Q
- R
- S
- T
- U
- V
- W
- X
- Y
- Z

- Tourrettes-sur-Loup
  - 1935 : Gaspard de Besse d'André Hugon
  - 1936 : La Guerre des gosses de Jacques Daroy
  - 1938 : Gargousse d'Henry Wulschleger
  - 1938 : Ernest le rebelle de Christian-Jaque
  - 1942 : Les Visiteurs du soir de Marcel Carné
  - 1946 : Les Gueux au paradis de René Le Hénaff
  - 1951 : Juliette ou la clé des songes de Marcel Carné
  - 1952 : Cet âge est sans pitié de Marcel Blistène
  - 1955 : La Main au collet d'Alfred Hitchcock

## U
- Haut – A
- B
- C
- D
- E
- F
- G
- H
- I
- J
- K
- L
- M
- N
- O
- P
- Q
- R
- S
- T
- U
- V
- W
- X
- Y
- Z

## V
- Haut – A
- B
- C
- D
- E
- F
- G
- H
- I
- J
- K
- L
- M
- N
- O
- P
- Q
- R
- S
- T
- U
- V
- W
- X
- Y
- Z

- Vallauris
  - 1964 : Coplan prend des risques de Maurice Labro (Avenue de la Poste, Avenue Aimé-Berger)

- Valbonne
  - 1995 : French Kiss de Lawrence Kasdan

- Venanson
  - 1957 : Le Cas du docteur Laurent de Jean-Paul Le Chanois

- Vence
  - 1949 : L'École buissonnière de Jean-Paul Le Chanois
  - 1958 : Sérénade au Texas de Richard Pottier
  - 1965 : Le Naïf amoureux de Philippe Ducrest
  - 1966 : Ne nous fâchons pas de Georges Lautner

- Villefranche-sur-Mer
  - 1925 : Le Prince charmant de Victor Tourjanski
  - 1955 : Cela s'appelle l'aurore de Luis Buñuel
  - 1957 : Une manche et la belle de Henri Verneuil
  - 1957 : Elle et lui de Leo McCarey
  - 1959 : Douze Heures d'horloge de Géza von Radványi
  - 1960 : Le Testament d'Orphée de Jean Cocteau
  - 1960 : Les Régates de San Francisco de Claude Autant-Lara
  - 1961 : Le Comte de Monte-Cristo de Claude Autant-Lara
  - 1966 : Le Jardinier d'Argenteuil de Jean-Paul Le Chanois
  - 1971 : Il était une fois un flic de Georges Lautner
  - 1975 : Une Anglaise romantique de Joseph Losey
  - 1976 : Les Grands Moyens (film) de Hubert Cornfield
  - 1983 : Les Compères de Francis Veber
  - 1983 : Jamais plus jamais d'Irvin Kershner
  - 2005 : Brice de Nice de James Huth
  - 2007 : Les Vacances de Mr Bean de Steve Bendelack
  - 2012 : Pauline détective de Marc Fitoussi
  - 2018 : Nicky Larson et le Parfum de Cupidon de Philippe Lacheau

- Villeneuve-Loubet
  - 1948 : Le Dolmen tragique de Léon Mathot
  - 1966 : Ne nous fâchons pas de Georges Lautner
  - 1974 : Les Seins de glace de Georges Lautner
  - 1988 : Le Plus Escroc des deux de Frank Oz
  - 1997 : Le Pari de Didier Bourdon et Bernard Campan
  - 2012 : De rouille et d'os de Jacques Audiard

## W
- Haut – A
- B
- C
- D
- E
- F
- G
- H
- I
- J
- K
- L
- M
- N
- O
- P
- Q
- R
- S
- T
- U
- V
- W
- X
- Y
- Z

## X
- Haut – A
- B
- C
- D
- E
- F
- G
- H
- I
- J
- K
- L
- M
- N
- O
- P
- Q
- R
- S
- T
- U
- V
- W
- X
- Y
- Z

## Y
- Haut – A
- B
- C
- D
- E
- F
- G
- H
- I
- J
- K
- L
- M
- N
- O
- P
- Q
- R
- S
- T
- U
- V
- W
- X
- Y
- Z

## Z
- Haut – A
- B
- C
- D
- E
- F
- G
- H
- I
- J
- K
- L
- M
- N
- O
- P
- Q
- R
- S
- T
- U
- V
- W
- X
- Y
- Z